# Zrno (jednotka)
Zrno je stará jednotka délky a hmotnosti, která byla užívána v mnoha různých zemích po celém světě. Coby jednotka délky v Čechách sloužila zrna z ječmene.

## Definice
Podle Hájkovy kroniky definovala jednotka zrno jeden prst takto:
1 prst = 4 ječná zrna = 19,71 mm
Jedno zrno = 1/4 prstu = 4,93 mm